# Cibetmacskaformák
A cibetmacskaformák (Viverrinae) a cibetmacskafélék (Viverridae) egyik alcsaládja 3 ma élő nemmel és összesen 6 ma élő fajjal.

## Rendszertan

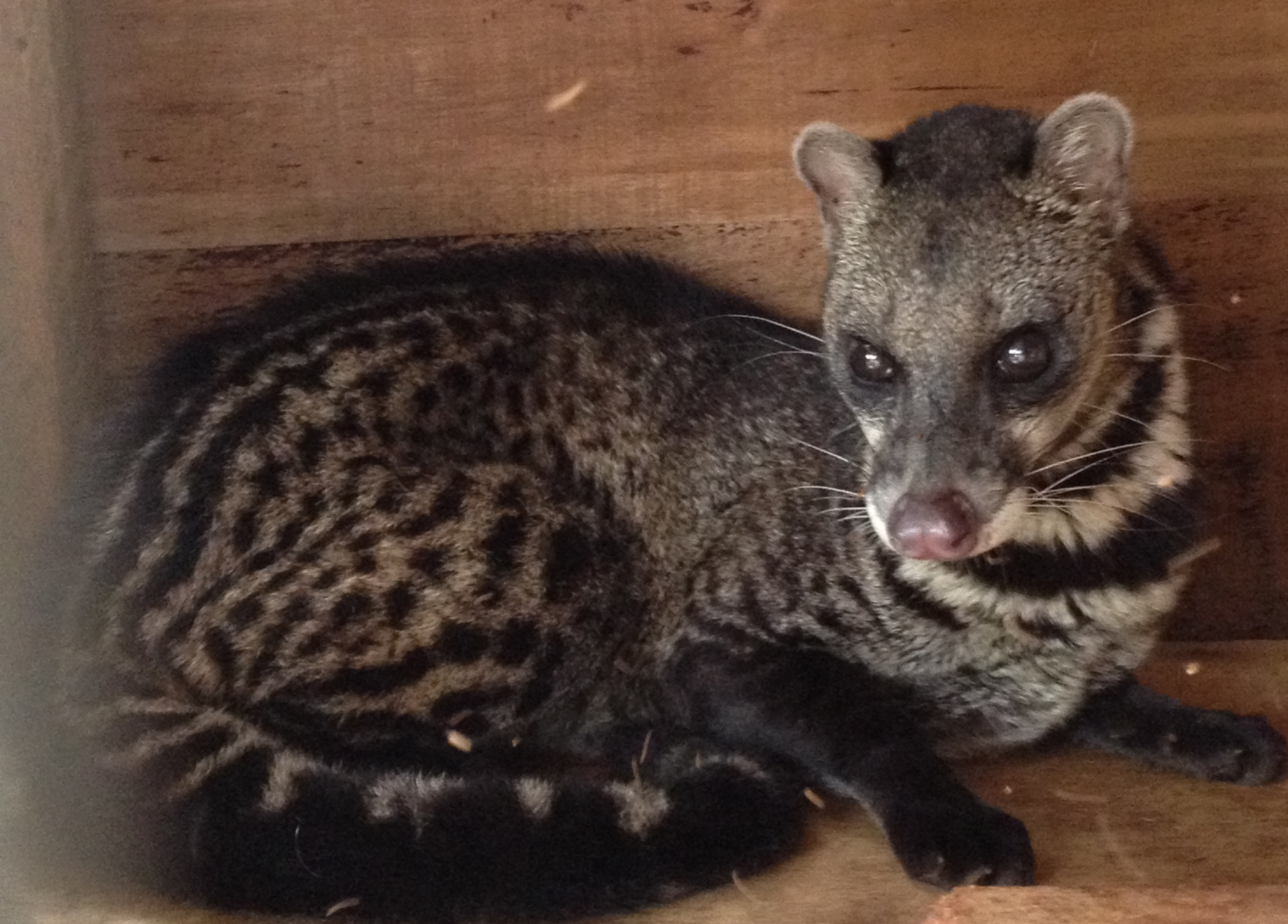
Indiai cibetmacska (Viverra zibetha)

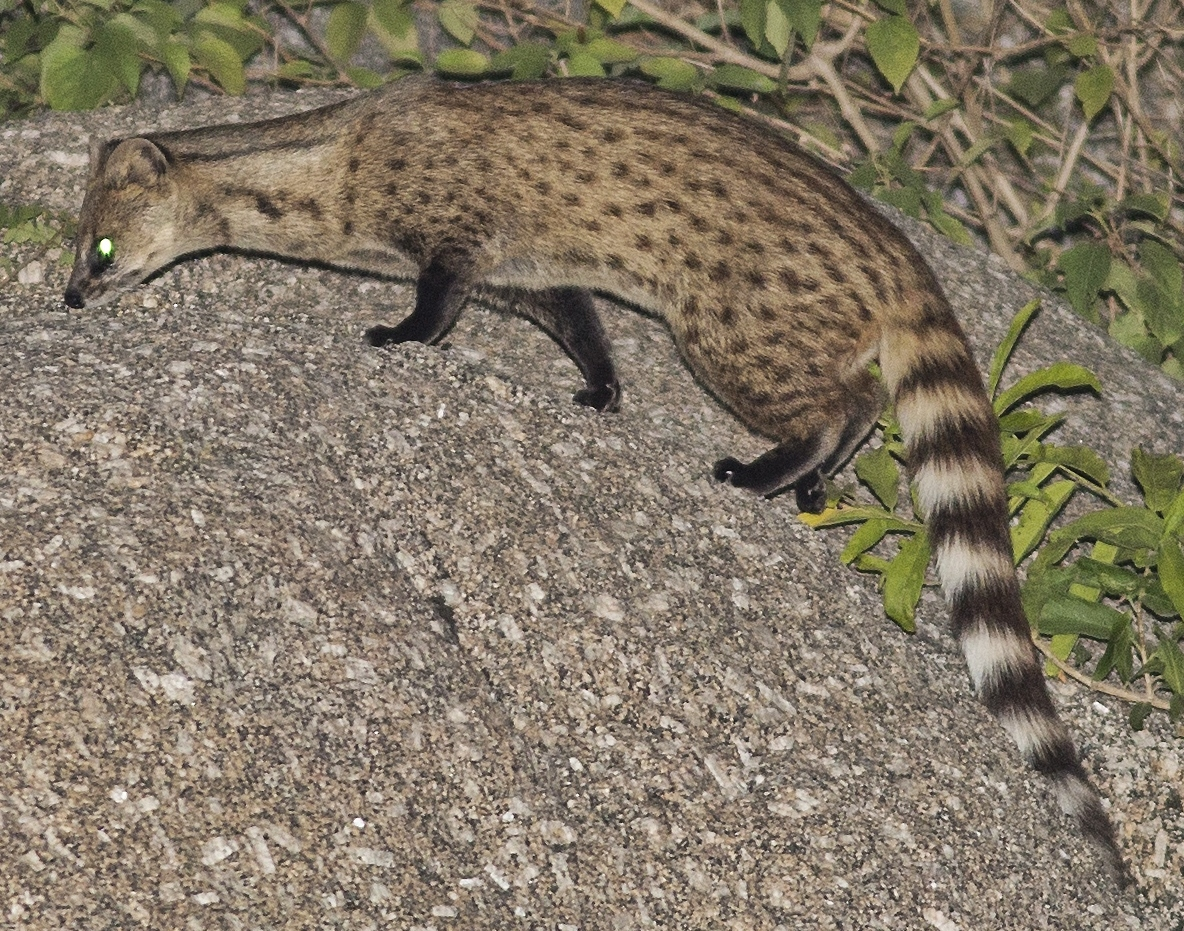
Kis cibetmacska (Viverricula indica)

Az alcsaládba a következő nemek és fajok tartoznak:
- Viverricula – törpe cibetmacskák, 1 faj
  - Kis cibetmacska (Viverricula indica)

- Viverra – valódi cibetmacskák, 4 ma élő faj
  - Maláj cibetmacska (Viverra tangalunga)
  - Indiai cibetmacska (Viverra zibetha)
  - Nagyfoltú cibetmacska (Viverra megaspila)
  - Malabári nagyfoltú cibetmacska (Viverra civettina)
  - Viverra leakeyi – kihalt

- Civettictis – afrikai cibetmacskák, 1 faj
  - Afrikai cibetmacska (Civettictis civetta)

- Orangictis – kihalt

Korábban a Poiana és a Genetta nemeket is ide sorolták; ezeket mostanában többnyire már külön alcsaládba (Genettinae) sorolják. 
Egykoron a Prionodon nemet is ide sorolták, később önálló alcsaládba kerültek; az újabb vizsgálatok szerint azonban önálló családba tartoznak. 